# Face (courriel)
Pour les articles homonymes, voir Face.
Une Face est une petite image PNG attachée en en-tête de courriel ou d'article usenet. Les Face font suite aux X-Face qui ne gèrent que deux couleurs, le noir et le blanc sans nuances de gris. Les Face, elles, peuvent ainsi être en couleur car ce sont des images PNG tout à fait standard excepté que leur dimension doit être de 48 par 48 pixels (tout comme les Face), et qu'elles sont encodée en base 64 avec une taille ne devant pas excéder 998 caractères.